# کریون شکارچی (فیلم)
کریون شکارچی (انگلیسی: Kraven the Hunter) فیلم ابرقهرمانی آمریکایی محصول ۲۰۲۴ است که بر اساس شخصیت به همین نام از مارول کامیکس ساخته شده است. این فیلم توسط کلمبیا پیکچرز با مشارکت مارول انترتینمنت ساخته شده است و ششمین قسمت در دنیای مرد عنکبوتی سونی محسوب می‌شود. کارگردانی این فیلم توسط جی. سی. چاندور از فیلم‌نامه‌ای به‌نویسندگی آرت مارکوم و مت هالووی و ریچارد ونک کارگردانی شد. آرون تیلور-جانسون نقش اصلی را بازی می‌کند و آریانا دبوز، فرد هچینگر، آلساندرو نیوولا، کریستوفر ابوت، و راسل کرو دیگر بازیگران هستند.
کریون شکارچی چند بار برای حضور در فیلم مورد توجه قرار گرفت تا اینکه سونی در سال ۲۰۱۷ به ساخت فیلمی مستقل به‌عنوان بخشی از دنیای مشترک جدید برای این شخصیت علاقه‌مند شد. ریچارد ونک در اوت ۲۰۱۸ استخدام شد و مارکوم و هالووی بعداً به آن ملحق شدند. چاندور برای کارگردانی در اوت ۲۰۲۰ وارد مذاکره شد و مقام کارگردانی در می ۲۰۲۱ زمانی که تیلور-جانسن برای بازی در نقش اصلی انتخاب شد، تأیید شد. سایر بازیگران در اوایل سال ۲۰۲۲ انتخاب شدند و فیلم‌برداری در اواخر مارس تا اواسط ژوئن انجام شد.
پس از دو سال تأخیر، کریون شکارچی در تاریخ ۱۳ دسامبر ۲۰۲۴ به‌وسیلهٔ گروه سینمایی سونی پیکچرز در ایالات متحده اکران شد. این فیلم با نقدهای منفی منتقدان روبرو شد.

## بازیگران
- آرون تیلور-جانسون نقش سرگئی کراوینوف / کریون: شکارچی-جنگجو با توانایی‌های حیوانی
- راسل کرو
- آریانا دبوز
- فرد هچینگر
- آلساندرو نیوولا
- کریستوفر ابوت
- یوری کولاکولنیکوف

## تولید

### توسعه
سونی پیکچرز در دسامبر ۲۰۱۳ برنامه‌های خود را برای فیلم مرد عنکبوتی شگفت‌انگیز ۲ (۲۰۱۴) اعلام کرد تا یک جهان مشترک با الهام از دنیای سینمایی مارول بر اساس ویژگی‌های مارول کامیکس که حقوق آن را در اختیار داشتند، ایجاد کند. شخصیت کریون شکارچی در آن فیلم مورد صحبت قرار گرفت، و کارگردان آن مارک وب ابراز علاقه کرد که این شخصیت در این فیلم ظاهر شود. در فوریه ۲۰۱۵، سونی و مارول استودیو همکاری جدیدی را برای تولید مشترک فیلم مرد عنکبوتی: بازگشت به خانه (۲۰۱۷) و ادغام شخصیت مرد عنکبوتی با دنیای سینمایی مارول اعلام کردند. سونی جهان مشترک خود یعنی «دنیای مرد عنکبوتی سونی» را در می ۲۰۱۷ معرفی کرد و قصد داشت این را «ضمیمه» فیلم‌های مرد عنکبوتی دنیای سینمایی مارول کند که دارای ویژگی‌های مربوط به مرد عنکبوتی است که با فیلم ونوم (۲۰۱۸) آغاز شده است. استودیو در حال بررسی یک فیلم از کریون برای این دنیای سینمایی بود. در حین ساخت فیلم پلنگ سیاه (۲۰۱۸) از دنیای سینمایی مارول، کارگردان رایان کوگلر امیدوار بود که کریون را در این فیلم بگنجاند زیرا صحنه‌ای در کمیک بوک پلنگ سیاه از کریستوفر پریست، تچالا / بلک پانتر در حال مبارزه با کریون بود، اما مارول استودیوز به کوگلر اطلاع داد که سونی امتیاز فیلم کریون را در اختیار دارد، بنابراین آن‌ها اجازه استفاده از او در سایر فیلم‌های دنیای سینمایی مارول را ندارند.
ریچارد ونک در آگوست ۲۰۱۸، یک ماه پس از انتشار موفقیت‌آمیز فیلم ایکوالایزر ۲ از سونی، برای نوشتن فیلم‌نامه‌ای برای کریون شکارچی استخدام شد. این پروژه به عنوان «فصل بعدی» دنیای مشترک سونی نامگذاری شد. ونک وظیفه داشت کریون را به تماشاگران معرفی کند و بفهمد کدام شخصیت را می‌تواند در این فیلم شکار کند، زیرا مرد عنکبوتی که در کتاب‌های کمیک به‌عنوان «نهنگ سفید» کریون شناخته می‌شود، به دلیل قرارداد دنیای سینمایی مارول بعید بود که ظاهر شود. اینکه آیا فیلم مخاطبان بزرگسال را هدف قرار می‌دهد یا خیر، بستگی به واکنش مخاطب به رویکرد تاریک‌تر فیلم ونوم بستگی دارد. در ماه اکتبر، ونک گفت که قبل از شروع فیلم‌نامه، داستان و لحن فیلم را «عالی و معرکه» می‌کند. او قصد داشت به داستان‌های کمیک این شخصیت، از جمله با حضور کریون در مبارزه با مرد عنکبوتی، پایبند باشد. ونک گفت که سونی قصد دارد داستان کتاب کمیک آخرین شکار کریون را اقتباس کند و بحث‌های مداومی در مورد اینکه آیا این کار را در این فیلم یا فیلم بعدی انجام دهد وجود دارد. ونک رویکرد دوم را با فیلم دو قسمتی بیل را بکش مقایسه کرد. او ابراز علاقه کرد که کارگردان اکولایزر، آنتوان فوکوا به فیلم بپیوندد. فوکوا در نظر داشت فیلم موربیوس (۲۰۲۲) مبتنی بر مارول سونی را کارگردانی کند و تصمیم گرفت کریون را بر اساس فیلم‌نامه خود کارگردانی کند. سونی تأیید کرد که فیلمی با حضور کریون در مارس ۲۰۱۹ در حال ساخت است.
جان واتس، کارگردان فیلم بازگشت به خانه و دنباله آن مرد عنکبوتی: دور از خانه (۲۰۱۹)، ابراز علاقه کرد که کریون را در سومین فیلم بالقوه مرد عنکبوتی در دنیای سینمایی مارول قرار دهد. واتس فیلمی را با پیتر پارکر / مرد عنکبوتی در برابر کربون به تام هالند، ستاره مرد عنکبوتی عرضه کرد، اما این ایده به نفع داستان مرد عنکبوتی: راهی به خانه نیست (۲۰۲۱) کنار گذاشته شد. تا آگوست ۲۰۲۰، آرت مارکوم و مت هالووی پس از انجام بازنویسی‌هایی در فیلم‌نامهٔ موربیوس که نامشان در عوامل آن نبود، فیلم‌نامهٔ این فیلم را دوباره نوشتند. در آن زمان، جی. سی. چاندور برای کارگردانی فیلم وارد مذاکره شد و مت تولماچ و آوی آراد به عنوان تهیه‌کننده انتخاب شدند. زمانی که آرون تیلور-جانسون برای ایفای نقش کریون انتخاب شد، چندور به عنوان کارگردان در می ۲۰۲۱ تأیید شد. سونی قبلاً برای این نقش به بازیگرانی مانند برد پیت، کیانو ریوز، جان دیوید واشینگتن و آدام درایور مراجعه کرده بود، اما مدیران سونی به سرعت برای انتخاب تیلور-جانسون اقدام کردند. تیلور-جانسون مدت کوتاهی پس از تماس تلفنی اولیه با چاندور، مذاکرات را آغاز کرد. در جولای، جودی ترنر-اسمیت در حال مذاکره برای به تصویر کشیدن معشوقهٔ کریون، کالیپسو بود. در اکتبر همان سال، هالند گفت که او و ایمی پاسکال، تهیه‌کنندهٔ مرد عنکبوتی، در مورد احتمال تکرار نقش مرد عنکبوتی در این فیلم صحبت کرده‌اند.

### پیش تولید
راسل کرو در اوایل فوریه ۲۰۲۲ برای یک نقش نامعلوم انتخاب شد. هالیوود ریپورتر خاطرنشان کرد که بسیاری از شخصیت‌های اصلی فیلم اعضای خانواده کریون خواهند بود و کرو به‌طور بالقوه نقش پدر کریون را بازی می‌کند. تا آن زمان، به کدی اسمیت-مک‌فی پیشنهاد شده بود که نقش آفتاب‌پرست، برادر ناتنی کریون را بازی کند، اما به دلیل درگیری در زمان‌بندی پروژه‌هایش، آن را رد کرد. همچنین تأیید شد که ترنر-اسمیت برای نقش کالیپسو انتخاب نشده است. بعداً در فوریه، فرد هچینگر به گروه بازیگران پیوست که ظاهراً در نقش آفتاب‌پرست ظاهر می‌شود. در ماه مارس، آریانا دبوز به بازیگران پیوست. طبق گزارش‌ها آلساندرو نیوولا برای یک نقش شرور انتخاب شده و کریستوفر ابوت به عنوان شخصیت منفی اصلی فیلم انتخاب شد، که گزارش شده بود که نقش آن بیگانه است. تیلور-جانسون در حال آماده شدن برای تمرین بدلکاری با چندور برای چند هفته بعد بود.

### فیلمبرداری
مراحل تصویربرداری اصلی با بن دیویس به عنوان فیلم‌بردار پروژه در ۲۰ مارس ۲۰۲۲ واقع در لندن، انگلستان آغاز شد.

## انتشار
کریون شکارچی در ۱۳ دسامبر ۲۰۲۴ در سینماهای ایالات متحده منتشر شد. این فیلم پیش‌تر قرار بود در تاریخ‌های ۱۳ ژانویه ۲۰۲۳، ۶ اکتبر ۲۰۲۳ و ۳۰ اوت ۲۰۲۴ اکران شود.

## بازخورد

### گیشه
در ایالات متحده و کانادا، کریون شکارچی در کنار ارباب حلقه‌ها: جنگ روهیریم اکران شد و پیش‌بینی گردید که از ۳٬۲۱۱ سینما در آخر هفته افتتاحیه خود ۱۳ تا ۱۵ میلیون دلار فروش داشته باشد. این فیلم در روز نخست اکران ۴٫۷ میلیون دلار فروش داشت و با فروش ۱۱ میلیون دلاری آغاز به کار کرد و پس از دو فیلم موانا ۲ و شرور در جدول سوم شد.

### واکنش انتقادی
نقدهای واردشده به این فیلم به‌شدت منفی بود. در وبگاه جمع‌آوری نقد راتن تومیتوز، ٪۱۵ از ۱۰۳ بررسی منتقدان مثبت است و میانگینِ امتیاز آن ۳٫۸/۱۰ است. این فیلم در متاکریتیک که از میانگین وزنی استفاده می‌کند، بر اساس نظر ۳۸ منتقدین امتیاز ۳۵ از ۱۰۰ را کسب کرده که نشان‌گر «نقدهای عموما نامطلوب» است. تماشاگرانی که توسط سینماسکور مورد بررسی قرار گرفتند، به فیلم نمره میانگین "C" از A+ تا F دادند؛ آن‌هایی که در نظرسنجی پست‌ترک شرکت کردند، نمره کلی ۵۹٪ مثبت به فیلم دادند.